# Monica Stevens
Monica Stevens (sinh ngày 14 tháng 1 năm 1967) là một vận động viên chạy nước rút người Antigua và Barbuda. Cô đã tham gia cuộc thi tiếp sức 4 × 400 mét nữ tại Thế vận hội Mùa hè 1984.